# صوار

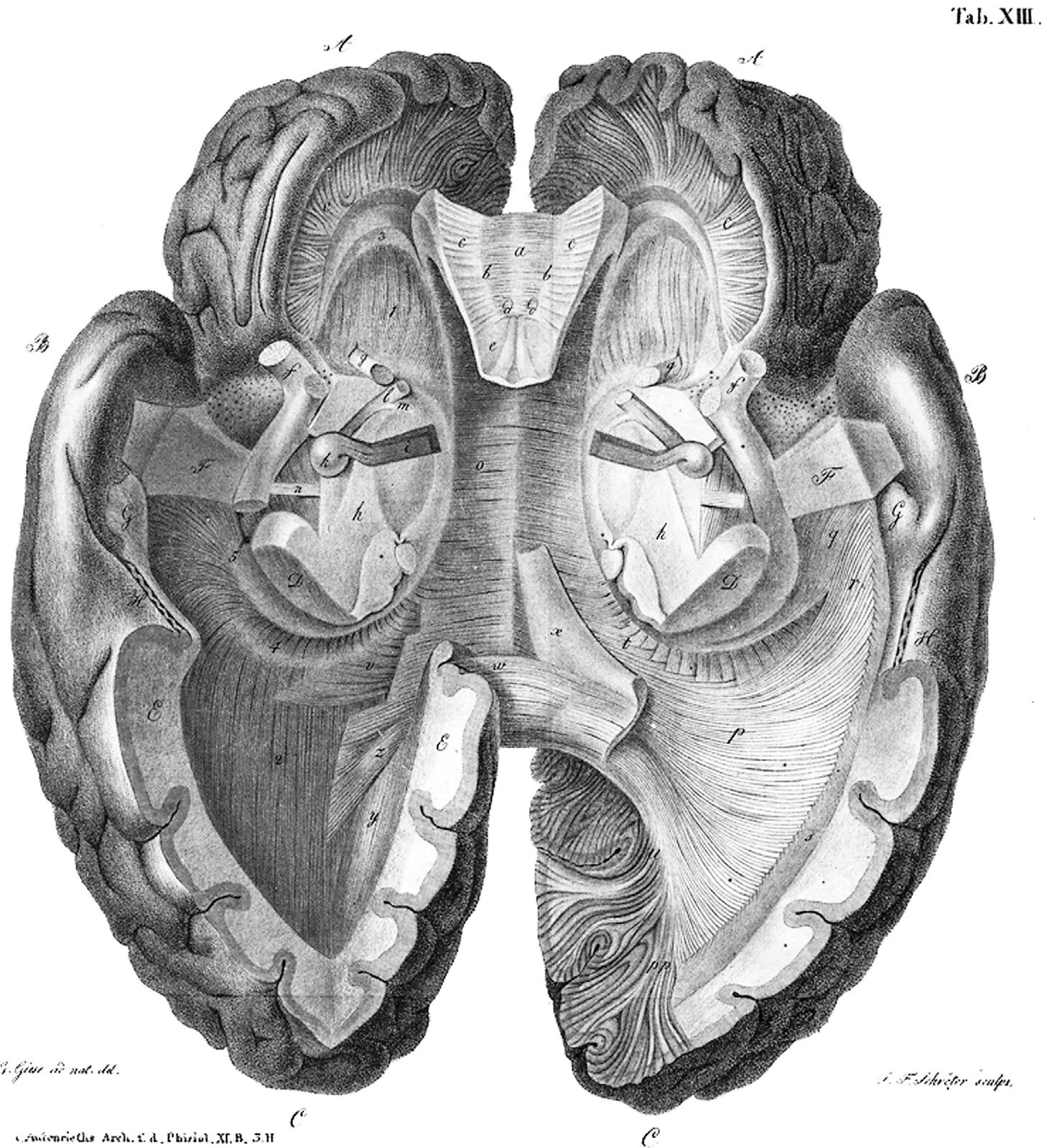

الصِّوار أو المَقرَن أو الوَصيلة (بالإنجليزية: Commissure)‏ هو المكان الذي يرتبط فيه شيئان بعضهما ببعض. يُستخدم هذا المصطلح بشكل خاص في مجالات علم التشريح وعلم الأحياء. ففي علم التشريح يُشير الصوار إلى حزمة من الألياف العصبية التي تمر في الخط الناصف عند مستوى أصلها أو مدخلها (مقابل تصالب ألياف النسيج التي تعبر بشكل منحرف).
- ويُشير أكثر استخدام شائع لهذا المصطلح إلى الأصوِرة الدماغية، التي يوجد منها خمسة — صوار أمامي وصوار خلفي والجسم الثَّفَنِيّ وصوار الحصين (أو صوار القبو) والصوار العناني — والذي يتكون من سُبُل ليفية تربط نصفي الكرة المخية وتمتد إلى الشَّقِّ الطُّولاَنِيّ. ويوجد في الحبل الشوكي صوار أمامي أبيض.
- وقد يُشير مصطلح صوار أيضاً في علم التشريح الأكاديمي إلى صمامات القلب. فالصوار في القلب هو المنطقة التي تجتمع فيها صفحات الصمامات على نحو غير طبيعي.
- قد يُشير المصطلح أيضًا إلى اتصال الشفة العليا للفم بالسفلى (انظر صوار شفاه الفم).
- قد يُشير المصطلح أيضًا إلى اتصال الفك العلوي بالفك السفلي في منقار الطيور، [2] أو بشكل آخر، يُشير إلى التقارب الكامل للفك السفلي المغلق، من زوايا الفم إلى طرف المنقار.[3]
- قد يُشير المصطلح أيضًا إلى الجفون العلوية والسفلية.
- في الأعضاء التناسلية الأنثوية، نقاط الاتصال لثنيتي الشفرين الكبيرين يكوّنان صوارين - الصوار الأمامي يكون أمام قلفة البظر، والصوار الخلفي للشفرين الكبيرين يوجد خلف لجام الشفر الفرجي الصغير مباشرة وأمام الرفاء العجاني.

في علم الأحياء، يُشار إلى التقاء صمامين من صمامات اللافقاريات البحرية أو المحار الملزمي بالصوار؛ وفي علم النبات، يُستخدم المصطلح للإشارة إلى المكان الذي تلتقي فيه أطراف الأوردة الممتدة جانبياً في السرخس في الشورس الطرفي المتصل.